# Slowakije op de Olympische Winterspelen 2002
Tijdens de Olympische Winterspelen van 2002, die in Salt Lake City (Verenigde Staten) werden gehouden, nam Slowakije voor de derde keer deel.

## Deelnemers en resultaten
(m) = mannen, (v) = vrouwen 

### Alpineskiën
| Olympiër          | Discipline       | Resultaat | Prestatie                                                        |
| ----------------- | ---------------- | --------- | ---------------------------------------------------------------- |
| Ivan Heimschild   | afdaling (m)     | 47e       | 1.46,36 (+7,23)                                                  |
| Ivan Heimschild   | super g (m)      | 28e       | 1.27,74 (+6,16)                                                  |
| Ivan Heimschild   | reuzenslalom (m) | dnf-1     | opgave run 1                                                     |
| Ivan Heimschild   | slalom (m)       | dnf-1     | opgave run 1                                                     |
| Ivan Heimschild   | combinatie (m)   | 24e       | 3.36,78 (+19,22) afdaling: 1.44,89 slalom: 1.51,89 — 52,72+59,17 |
| Michal Rajčan     | slalom (m)       | 19e       | 1.48,66 (+7,60) — 52,73+55,93                                    |
| Michal Rajčan     | combinatie (m)   | dq-a      | diskwalificatie afdaling                                         |
| Veronika Zuzulová | reuzenslalom (v) | 32e       | 2.38,63 (+8,62) — 1.20,54+1.18,09                                |
| Veronika Zuzulová | slalom (v)       | dnf-1     | opgave run 1                                                     |

### Biatlon
| Olympiër                                                               | Discipline                | Resultaat | Prestatie |
| ---------------------------------------------------------------------- | ------------------------- | --------- | --- |
| Marek Matiaško                                                         | 10 km sprint (m)          | 39e       | 27.12,6 (+2.21,3) pen.: 1 (0 + 1) |
| Marek Matiaško                                                         | 12,5 km achtervolging (m) | 43e       | +4.51,4 pen.: 5 (2 + 0 + 2 + 1) |
| Marek Matiaško                                                         | 20 km (m)                 | 52e       | 57.37,8 (+6.34,5) pen.: 4 (1 + 0 + 1 + 2) |
| Martina Jašicová                                                       | 7,5 km sprint (v)         | 13e       | 22.11,9 (+1.30,5) pen.: 0 (0 + 0) |
| Martina Jašicová                                                       | 10 km achtervolging (v)   | 18e       | +2.18,7 pen.: 2 (0 + 0 + 2 + 0) |
| Martina Jašicová                                                       | 15 km (v)                 | 9e        | 48.47,5 (+1.18,4) pen.: 2 (0 + 1 + 0 + 1) |
| Tatiana Kutlíková                                                      | 7,5 km sprint (v)         | 64e       | 25.18,3 (+4.36,9) pen.: 5 (3 + 2) |
| Soňa Mihoková                                                          | 7,5 km sprint (v)         | 21e       | 22.32,1 (+1.50,7) pen.: 1 (0 + 1) |
| Soňa Mihoková                                                          | 10 km achtervolging (v)   | 21e       | +2.49,7 pen.: 3 (1 + 0 + 2 + 0) |
| Soňa Mihoková                                                          | 15 km (v)                 | 14e       | 50.00,7 (+2.31,6) pen.: 3 (0 + 1 + 1 + 1) |
| Anna Murínová                                                          | 7,5 km sprint (v)         | 35e       | 23.10,0 (+2.28,6) pen.: 1 (1 + 0) |
| Anna Murínová                                                          | 10 km achtervolging (v)   | 35e       | +4.06,9 pen.: 3 (1 + 1 + 0 + 1) |
| Anna Murínová                                                          | 15 km (v)                 | 53e       | 54.39,2 (+7.10,1) pen.: 5 (1 + 2 + 2 + 0) |
| Marcela Pavkovčeková                                                   | 15 km (v)                 | 33e       | 52.03,7 (+4.34,6) pen.: 4 (1 + 0 + 3 + 0) |
| Team Martina Jašicová Anna Murínová Marcela Pavkovčeková Soňa Mihoková | 4x7,5 km estafette (v)    | 5e        | 1:30.11,5 (+2.16,5) pen.: 1-8 22.24,9 pen.: 0-0 (0-0 + 0-0) 21.57,7 pen.: 0-1 (0-1 + 0-0) 23.39,2 pen.: 1-5 (0-2 + 1-3) 22.09,7 pen.: 0-2 (0-1 + 0-1) |

### Bobsleeën
| Olympiër                                                        | Discipline                | Resultaat | Prestatie                                       |
| --------------------------------------------------------------- | ------------------------- | --------- | ----------------------------------------------- |
| Milan Jagnešák Róbert Kresťanko                                 | 2-mansbob (m) Slowakije I | 30e       | 3.16,11 (+6,00) (49,00 / 48,96 / 49,28 / 48,87) |
| Milan Jagnešák Braňo Prieložný Marián Vanderka Róbert Kresťanko | 4-mansbob (m) Slowakije I | 24e       | 3.15,42 (+7,91) (47,80 / 47,88 / 51,10 / 48,64) |

### Kunstrijden
| Olympiër                           | Discipline | Resultaat | Prestatie                               |
| ---------------------------------- | ---------- | --------- | --------------------------------------- |
| Zuzana Babiaková                   | vrouwen    | 21e       | 31,0 p. (korte kür: 20 - lange kür: 21) |
| Oljga Beständigová Jozef Beständig | paarrijden | 17e       | 25,5 p. (korte kür: 17 - lange kür: 17) |

### Langlaufen
| Olympiër            | Discipline                       | Resultaat | Prestatie                                                       |
| ------------------- | -------------------------------- | --------- | --------------------------------------------------------------- |
| Martin Bajčičák     | 15 km klassiek (m)               | 24e       | 39.39,4 (+2.32,0)                                               |
| Martin Bajčičák     | 30 km vrije stijl massastart (m) | 32e       | 1:16.08,5 (+4.37,5)                                             |
| Martin Bajčičák     | 50 km klassiek (m)               | 12e       | 2:13.07,9 (+6.47,1)                                             |
| Martin Bajčičák     | achtervolging 10 km+10 km (m)    | 50e       | +3.48,1 (klassiek:27.06,9 + vrije stijl:26.31,0)                |
| Ivan Bátory         | 15 km klassiek (m)               | 21e       | 39.32,0 (+2.24,6)                                               |
| Ivan Bátory         | 50 km klassiek (m)               | 25e       | 2:17.25,2 (+11.04,4)                                            |
| Ivan Bátory         | achtervolging 10 km+10 km (m)    | 25e       | +1.23,8 (klassiek:26.57,2 + vrije stijl:24.15,7)                |
| Jaroslava Bukvajová | 10 km klassiek (v)               | 46e       | 31.50,5 (+3.44,9)                                               |
| Jaroslava Bukvajová | achtervolging 5 km+5 km (v)      | 58e       | niet geplaatst vrije stijl (klassiek:14.42,9 + vrije stijl:dnq) |

### Noordse combinatie
| Olympiër      | Discipline      | Resultaat | Prestatie                                  |
| ------------- | --------------- | --------- | ------------------------------------------ |
| Michal Pšenko | individueel (m) | 38e       | +6.54,5 — schans: 232,0 p — 15 km: 43.08,2 |
| Michal Pšenko | sprint (m)      | 39e       | +3.27,2 — schans: 92,4 p — 7,5 km: 18.09,3 |

### Rodelen
| Olympiër                 | Discipline | Resultaat | Prestatie                                             |
| ------------------------ | ---------- | --------- | ----------------------------------------------------- |
| Jaroslav Slávik          | mannen     | 16e       | 3.00,063 (+2,122) (45,104 / 45,017 / 44,762 / 45,180) |
| Ľubomír Mick             | mannen     | 35e       | 3.05,818 (+7,877) (47,207 / 46,333 / 45,803 / 46,475) |
| Veronika Sabolová        | vrouwen    | 21e       | 2.56,312 (+3,848) (44,021 / 44,113 / 43,947 / 44,231) |
| Ľubomír Mick Walter Marx | dubbel     | 9e        | 1.26,706 (+0,624) (43,248 / 43,458)                   |

### Shorttrack
| Olympiër   | Discipline | Resultaat | Prestatie                |
| ---------- | ---------- | --------- | ------------------------ |
| Matúš Užák | 500 m (m)  | 24e       | dnq, vr 1 (3e): 44,499   |
| Matúš Užák | 1000 m (m) | 29e       | dnq, vr 5 (4e): 2.17,608 |
| Matúš Užák | 1500 m (m) | 19e       | dnq, vr 6 (4e): 2.22,557 |

### Snowboarden
| Olympiër    | Discipline               | Resultaat | Prestatie                                                                               |
| ----------- | ------------------------ | --------- | --------------------------------------------------------------------------------------- |
| Jana Šedová | parallelreuzenslalom (v) | 14e       | kwalificatie: 42,92 (14e) ronde 1: verliest van Lidia Trettel, ITA (+2.07)(+0.04) +2.11 |

### IJshockey
| Olympiër | Discipline | Resultaat | Prestatie |
| --- | ---------- | --------- | --- |
| Ľuboš Bartečko Pavol Demitra Michal Handzuš Marián Hossa Richard Kapuš Ján Lašák Richard Lintner Ivan Majeský Dušan Milo Jaroslav Obšut Žigmund Pálffy Ján Pardavý Rastislav Pavlikovský Richard Pavlikovský Róbert Petrovický Pavol Rybár Miroslav Šatan Richard Šechný Peter Smrek Rastislav Staňa Jozef Stümpel Jaroslav Török Ľubomír Višňovský | mannen     | 13e       | Voorronde groep A: 0- 3 Slowakije - Duitsland 6- 6 Slowakije - Letland 2- 3 Slowakije - Oostenrijk Wedstrijd om de 13e plaats: 7- 1 Slowakije - Frankrijk |

Amerikaanse Maagdeneilanden · Andorra · Argentinië · Armenië · Australië · Azerbeidzjan · België · Bermuda · Bosnië en Herzegovina · Brazilië · Bulgarije · Canada · Chili · China · Chinees Taipei · Costa Rica · Cyprus · Denemarken · Duitsland · Estland · Fiji · Finland · Frankrijk · Georgië · Griekenland · Groot-Brittannië · Hongarije · Hongkong · Ierland · IJsland · India · Iran · Israël · Italië · Jamaica · Japan · Joegoslavië · Kameroen · Kazachstan · Kenia · Kirgizië · Kroatië · Letland · Libanon · Liechtenstein · Litouwen · Macedonië · Mexico · Moldavië · Monaco · Mongolië · Nederland · Nepal · Nieuw-Zeeland · Noorwegen · Oekraïne · Oezbekistan · Oostenrijk · Polen · Roemenië · Rusland · San Marino · Slovenië · Slowakije · Spanje · Tadzjikistan · Thailand · Trinidad en Tobago · Tsjechië · Turkije · Venezuela · Verenigde Staten · Wit-Rusland · Zuid-Afrika · Zuid-Korea · Zweden · Zwitserland

Uitgesloten van deelname: Puerto Rico